# Saint-Pierre-sur-l’Hâte

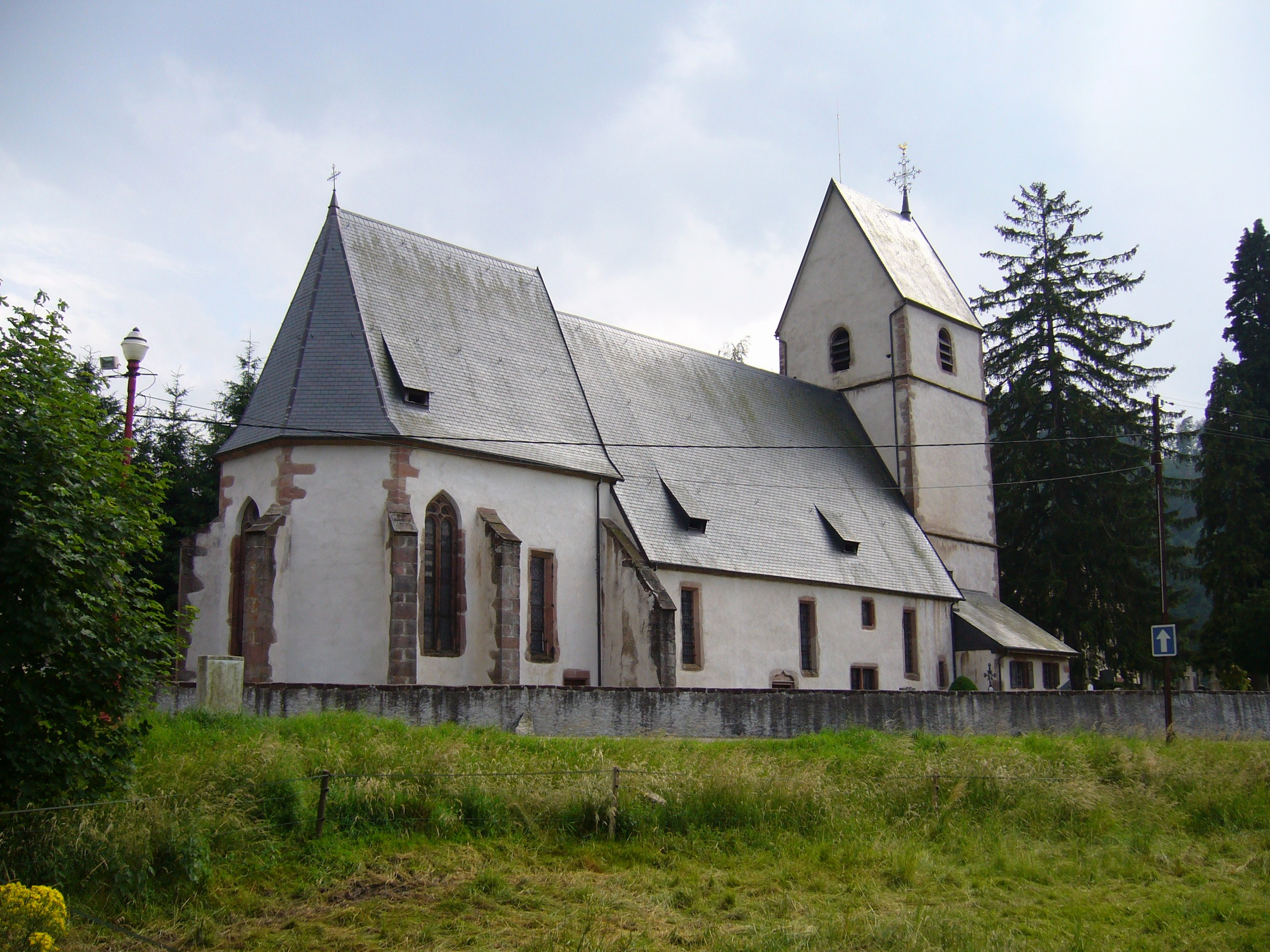
Saint-Pierre-sur-l’Hâte

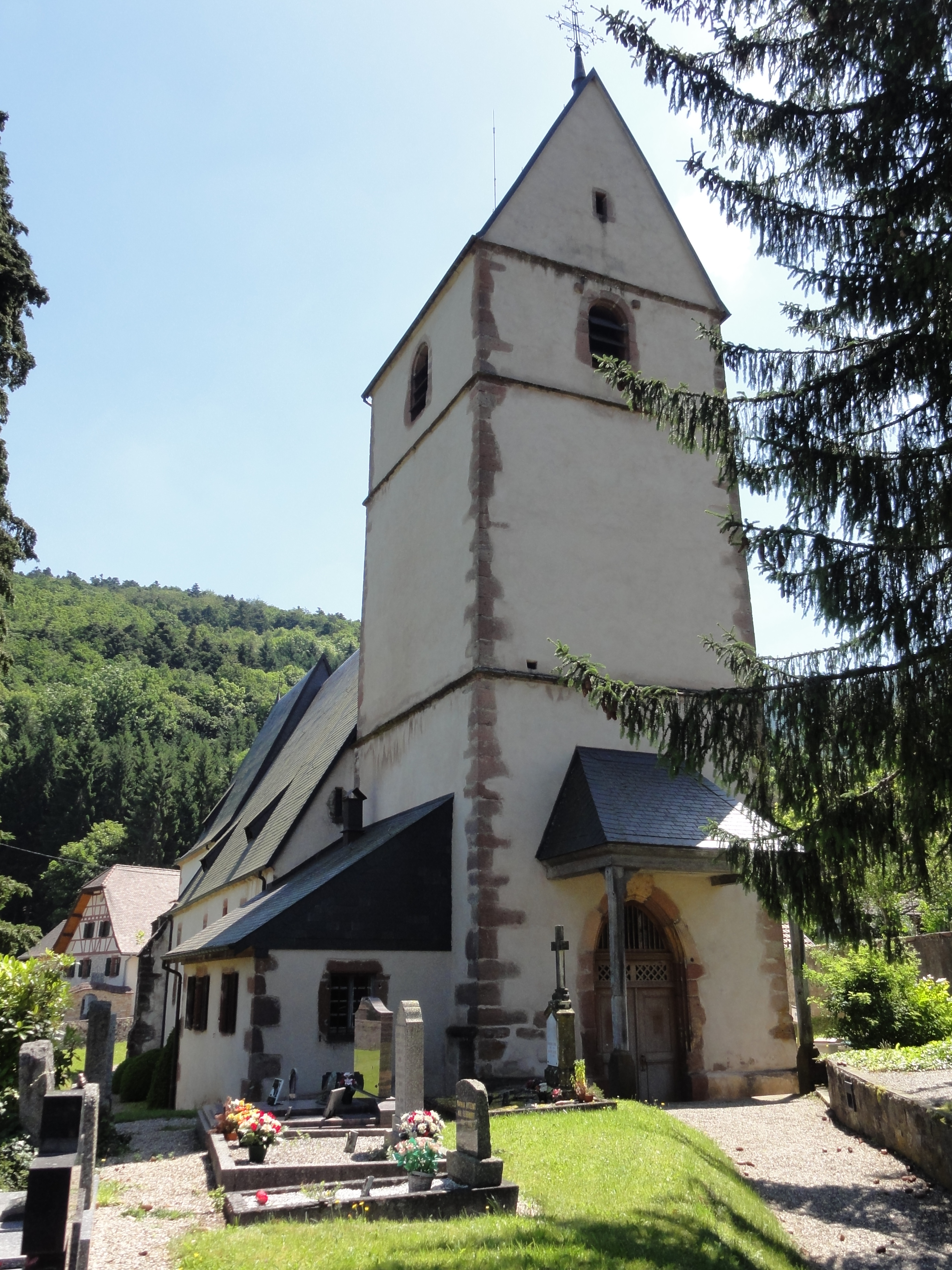
Der Turm

Saint-Pierre-sur-l’Hâte (deutsch: St. Peter in Zillhart) ist eine Simultankirche in Echery (Eckerich) in der Gemeinde Sainte-Marie-aux-Mines (Markirch) im französischen Département Haut-Rhin in der Region Grand Est. Die Kirche ist seit 1932 als Monument historique eingetragen.

## Geschichte
Die Kirche dürfte auf ein im Jahr 938 von Blidulph von Metz gegründetes Kloster zurückgehen, das bis in das 13. Jahrhundert ein Priorat der Benediktinerabtei Saint-Hydulphe in Moyenmoutier bildete. Verschiedene Bauinschriften verweisen für Kirchenschiff und Chor auf die erste Hälfte des 16. Jahrhunderts, jedoch dürfte der quadratische Westturm mit dem Portal in das 13. Jahrhundert zurückreichen. Die Reformation wurde im Jahr 1561 von Egenolf III. von Rappoltstein eingeführt, der Chor 1686 wurde unter Ludwig XIV. wieder für den römisch-katholischen Gottesdienst genutzt.

## Bau
Auf Veranlassung der Herren von Rappoltstein (Ribeaupierre) wurden im 15. und 16. Jahrhundert der dreiseitig geschlossene, gewölbte Chor, der durch eine Inschrift auf 1531 datiert ist, und das Schiff in seiner heutigen Form errichtet. Eine Holzempore aus dem Jahr 1604 nimmt mehr als die Hälfte der Fläche des Schiffs ein. Die „im waldgesäumten Tal anmutig gelegene Kirche“ (Walter Hotz) diente ursprünglich den hier beschäftigten Bergleuten.